# Lipovac (żupania vukowarsko-srijemska)

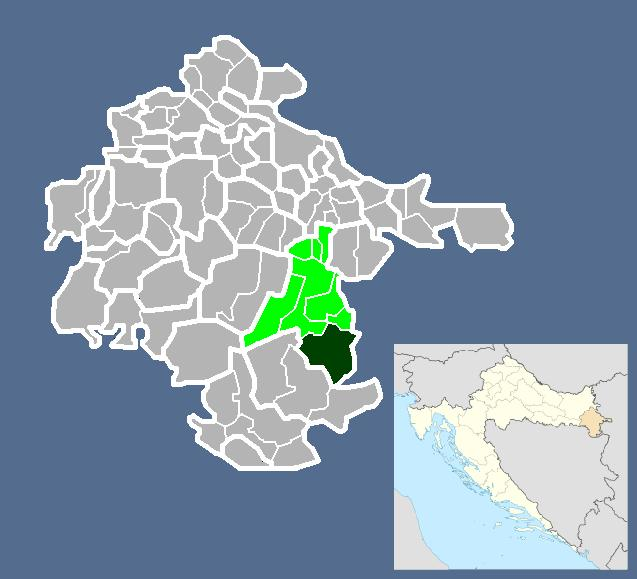
Położenie wsi na mapie gminy Nijemci

Lipovac (serb. Липовац) – wieś we wschodniej Chorwacji, w Sremie, w żupanii vukowarsko-srijemskiej, w gminie Nijemci.
W 2001 roku liczyła 1243 mieszkańców, z kolei w 2011 roku we wsi mieszkało 814 osób.
W 2011 roku liczba gospodarstw domowych wyniosła 279.